# Hannah Schlubeck

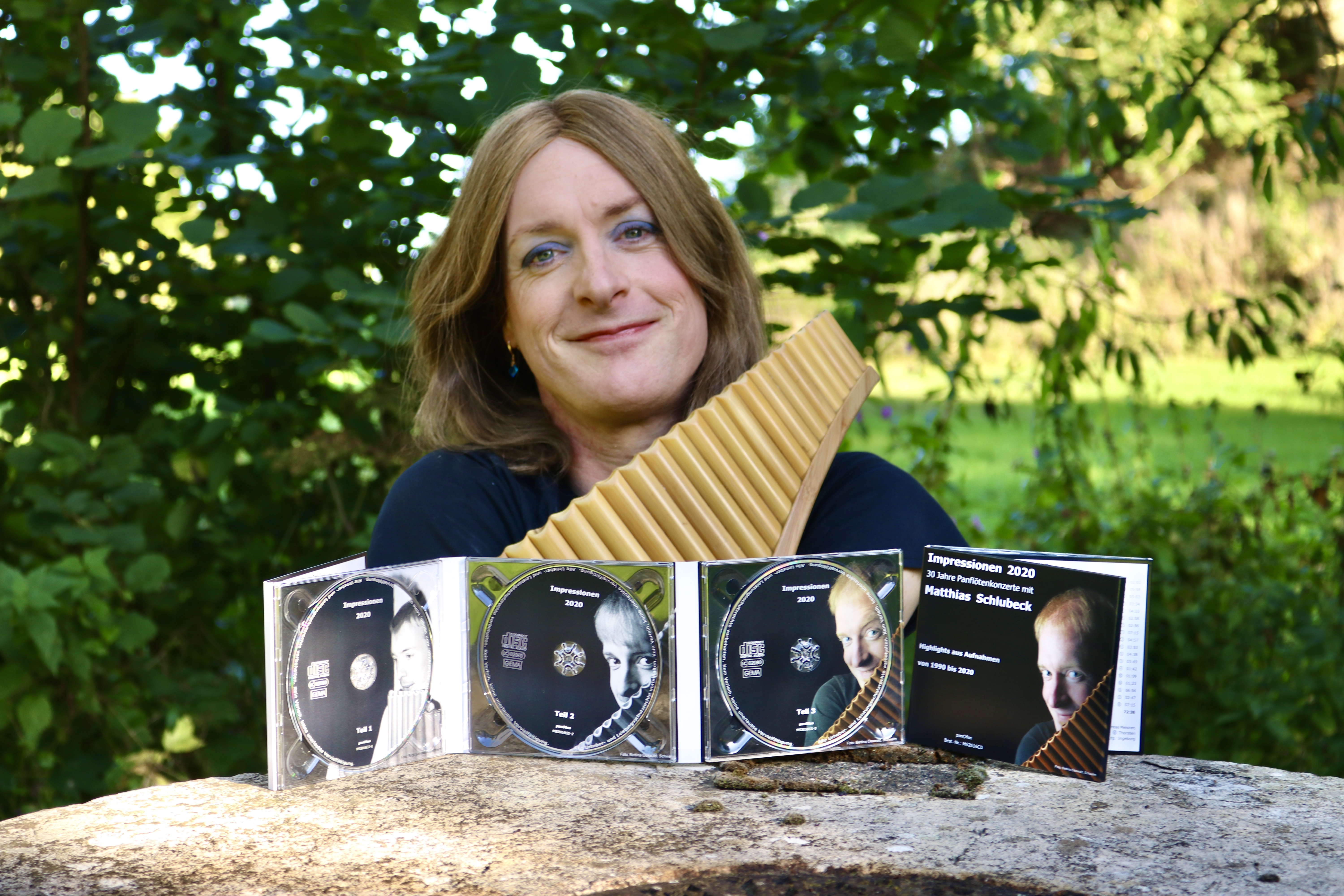
Hannah Schlubeck

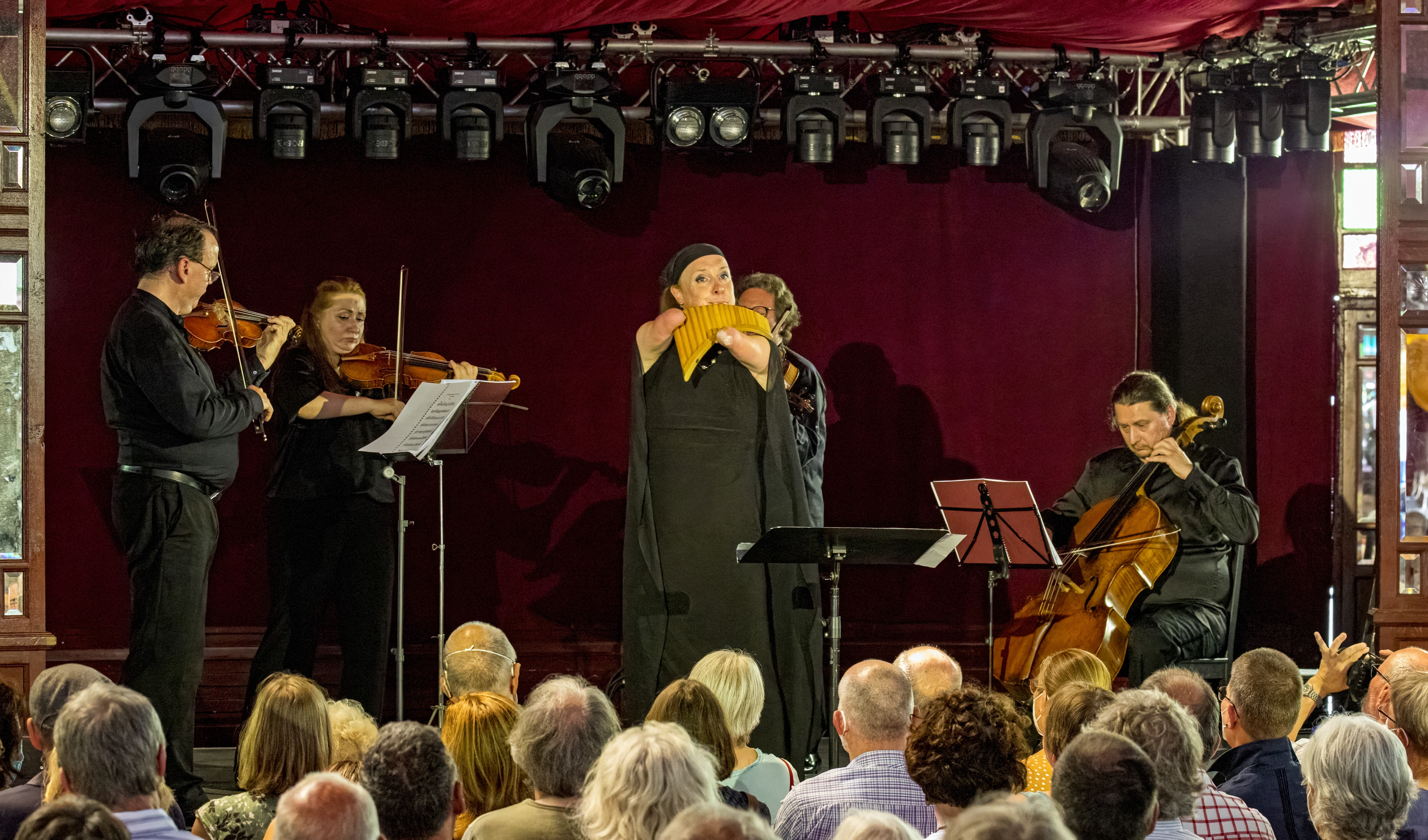
Hannah Schlubeck mit dem Gershwin-Quartett auf dem Zelt-Musik-Festival 2022 in Freiburg

Hannah Schlubeck (* 29. April 1973 in Wuppertal als Matthias Schlubeck) ist eine deutsche Panflötistin. Sie war die erste Absolventin einer Musikhochschule im Fach Panflöte in Deutschland und war als Schwimmsportlerin mehrfache Weltrekordhalterin und Goldmedaillengewinnerin der Paralympics.

## Biografie

### Musikalischer Werdegang
Hannah Schlubeck wurde 1973 in Wuppertal geboren und erhielt bereits im Alter von sechs Jahren ersten Unterricht an der Panflöte. Ihre musikalische Ausbildung setzte sie bis 1994 unter Jean-Claude Mara, Nicolai Pîrvu, Damian Luca und in einem Meisterkurs des Gheorghe Zamfir fort. An der Musikhochschule Köln (Außenstelle Wuppertal) begann sie Anfang 1991 ein Studium des Fachs Panflöte und Instrumental-Pädagogik unter Professor Manfredo Zimmermann, das sie 1997 mit Auszeichnung abschloss, 1998 folgte das Konzertexamen.
1989 begann sie regelmäßig internationale Konzerte zu geben und Tonträger zu veröffentlichen. Hauptsächlich interpretiert sie mit der Panflöte klassische Musik in Kombination mit Gitarre, Orgel, Klavier, Harfe und unter Orchesterbegleitung. Sie wirkte bei Rundfunk- und Fernsehproduktionen mit.
Neben ihrer Konzerttätigkeit gründete sie einen Musikverlag für Werke der Panflöte und ein eigenes Plattenlabel für Aufnahmen dieses Instrumentes. Außerdem organisiert und gibt sie Panflötenkurse. In ihrem damaligen Wohnort Bellersen (Stadt Brakel im Kreis Höxter) gründete sie 2009 in einer alten Mühle eine private Musikakademie. Von 2010 bis 2016 war sie Lehrbeauftragte für Panflöte am Institut für Musik der Hochschule Osnabrück und betreute dort den bundesweit ersten Bachelor-Studiengang für die Panflöte.
Heute lebt und wirkt Hannah Schlubeck in Berlin.

### Sportliche Erfolge
Schlubeck war lange Jahre als Schwimm-Leistungssportlerin im Behindertensport tätig. Nach ihrem ersten Wettkampf 1987 konnte sie zahlreiche Erfolge auf nationaler und internationaler Ebene feiern. Bei den Sommer-Paralympics 1988 in Seoul gewann Schlubeck als jüngste deutsche Teilnehmerin die Goldmedaille in ihrer Startklasse über 50 m Brust und stellte einen neuen Weltrekord auf.
In den folgenden Jahren errang sie national und international unzählige Goldmedaillen und stellte immer wieder neue Weltrekorde in Brust, aber auch über 50 m und 100 m Schmetterling auf. Bei den Sommer-Paralympics 1992 in Barcelona gewann sie wiederum eine Goldmedaille über die 100 m Brust und stellte über diese Strecke einen Weltrekord auf, der in ihrer Startklasse erst wieder im Jahre 2003 eingestellt wurde. Über die 100 m Rücken errang sie außerdem eine Bronzemedaille in Barcelona.
Auch 1996 war sie bei den Paralympics in Atlanta dabei und gewann dort eine Bronzemedaille über 100 m Brust. Nach Atlanta gab Schlubeck das Schwimmtraining zugunsten ihres Studiums und der anstehenden Prüfungen auf und konzentrierte sich auf ihre musikalische Karriere.
Hannah Schlubeck erhielt für ihre sportlichen Leistungen diverse Auszeichnungen, u. a. die Silbermedaille für den Behindertensport und das Silberne Lorbeerblatt bzw. die entsprechenden nachfolgenden Auszeichnungen durch den jeweiligen Bundespräsidenten.

## Auszeichnungen Musik
- 1999: Förderpreis des Von-der-Heydt-Kulturpreises Wuppertal
- 2005: Förderpreis der Enno und Christa Springmann-Stiftung Wuppertal

## Auszeichnungen Sport
- 1988: Goldmedaille (WR) bei den Paralympics in Seoul über 50 m Schwimmen (Verein Versehrtensportgemeinschaft (VSG), Wuppertal)[1]
- 1988: Wuppertaler Triangulum in Gold aufgrund der Goldmedaille bei den Paralympics
- 1992: Goldmedaille über 100 m Brust (WR) und Bronzemedaille über 100 m Rücken bei den Paralympics in Barcelona im Schwimmen
- 1996: Bronzemedaille über 100 m Brust bei den Paralympics in Atlanta im Schwimmen
- Mehrfacher deutscher Meister und Weltmeister (Männer) – Weltrekorde und deutsche Rekorde über 50 m, 100 m und 200 m Brust (Männer) in seiner Startklasse
- Silbermedaille für den Behindertensport
- Silbernes Lorbeerblatt bzw. die entsprechenden nachfolgenden Auszeichnungen durch den jeweiligen Bundespräsidenten

## Diskografie
- Panflöte und Orgel – mit Ludger Janning (Orgel). panOfon, MS9201MC (ersch. 1992)
- Panflöte und Orgel – mit Dietmar Mettlach (Orgel). panOfon, MS99502CD (ersch. 1995)
- Panflöte und Klavier – mit Thorsten Schäffer (Klavier). panOfon, MS9603CD (ersch. 1996)
- Panflöte und Orgel, Vol. 2 – mit Ludger Janning (Orgel). panOfon, MS0004CD (ersch. 2000)
- Meditationsmusik mit Panflöte und Orgel – mit Andreas Meisner (Orgel). panOfon, MS0205CD (ersch. 2002)
- Kathedralkonzert in Brügge – mit Ignace Michiels (Orgel). panOfon, MS0206CD (ersch. 2002)
- Panflöte – Violine – Barockorchester – mit der Johann Christian Bach-Akademie, Ingeborg Scheerer (Leitung und Solovioline). panOfon, MS0207CD (ersch. 2002)
- Flow My Tears – mit Johanna Seitz (Barockharfe, Einfachpedalharfe) und Sabrina von Lüdinghausen (Konzertharfe). panOfon, MS0408CD (ersch. 2004)
- Virtuose Panflöte – Panflöte und Klavier – mit Thorsten Schäffer (Klavier). panOfon, MS0509CD (ersch. 2005)
- Die ZauberPANflöte – Mozart mit Panflöte und Orchester – mit Transsylvanische Staatsphilharmonie, Horst-Hans Bäcker (Leitung). panOfon, MS0610CD (ersch. 2006)
- Meditation Romantique – mit Isabel Moreton (Harfe). panOfon, MS0811CD (ersch. 2008)
- Impressionen 1990-2010 – mit div. Musikern. Limitierte Jubiläums-Doppel-CD, panOfon, MS1012CD (ersch. 2010)
- Panflöte und Gitarre – mit Eva Beneke (Gitarre). panOfon, MS1313CD (ersch. 2013)
- Charms of Christmas – mit Isabel Moreton (Harfe). panOfon, MS1714CD (ersch. 2017)
- Suite PANtique – Panflöte und Orgel – mit Ignace Michiels (Orgel). panOfon, MS1815CD (ersch. 2018)
- Impressionen 2020 - 30 Jahre Panflötenkonzerte – mit div. Musikern. panOfon, MS2016CD (ersch. 2020)
- Ensemble PANtiqua - Hannah Schlubeck. panOfon, MS2117CD (ersch. 2021)
- Colourful PANflute - Hannah Schlubeck  – mit Thorsten Schäffer (Klavier) . (Compilation) panOfon, MS2318CD (ersch. 2023)

Mitwirkungen:
- Steig wieder auf – als Teil von Alle für Alle. Bella Musica, MD 32.4002 (ersch. 1994)
- Konzertante Zupfmusik, Vol.2 – mit fidium concentus, Dieter Kreidler (Leitung). Musikproduktion Dabringhaus & Grimm, MDG 610 1044-2 (ersch. 2000)
- Musikalischer Adventskalender, Vol. 8 – mit Johanna Seitz (Harfe). SWR/Hänssler Verlag, Art.-Nr.: 098.607.000 (ersch. 2010)

## Werke
- Literatur von und über Hannah Schlubeck im Katalog der Deutschen Nationalbibliothek